# Краснянський Борис Юхимович
Борис Юхимович Краснянський (нар.23 листопада 1958, Київ, УРСР, СРСР) — український економіст, керуючий директор Групи компаній Group DF (з 1 вересня 2012 р.), член Ради Інвесторів при Кабінеті Міністрів України з 2008 року, член Ради директорів Американської Торговельної Палати в Україні з 2006 року.

## Біографія та ділова активність
Борис Юхимович Краснянський народився 23 листопада 1958 року у м. Києві.
Закінчив з відзнакою Київського інституту народного господарства ім. Д. С. Коротченка.
1982–1983 — служив у Радянській Армії
У 1986 році Борис Краснянський закінчив аспірантуру Київського інституту народного господарства за спеціальністю «Економіка промисловості»
1988–1991 — старший науковий співробітник науково-дослідного відділу економіки ресурсовикористання Виконавчого комітету Київської міської ради народних депутатів НВО «Горсистемотехніка»
1991–1992 — заступник завідувача науково-дослідного відділу економіки ресурсовикористання Науково-дослідного інституту соціально-економічних проблем м. Києва Київського міськвиконкому
1992–1993 — заступник директора Мале підприємство ТОВ «Діонтек».
1993–1998 — генеральний директор СП «Куперс енд Лайбранд» (Coopers&Lybrand), керівник групи з надання консалтингових послуг з управління.
З 1995 р. Борис Краснянський очолив напрямок консалтингу з управління у PricewaterhouseCoopers (PwC) Україна.
У 1997 р. став партнером PwC.
1998–2001 — Директор ТОВ «ПрайсвотерхаусКуперс». У 2001 році Борис був призначений Головою служби консалтингу з управління для Росії та України, а також керівником напрямку стратегічних консалтингових послуг PwC у країнах Центральної та Східної Європи та у країнах СНД. Він також був членом Всесвітньої консультаційної ради PwC Consulting.
2002 — директор ТОВ «ІБМ Східна Європа/Азія».
2003–2005 Після продажу PwC Consulting компанії IBM Борис Краснянський стає Головою Виконавчої ради Групи «ІФД КапіталЪ».
З 1 жовтня 2005 року Борис Краснянський обійняв посаду керуючого партнера PwC в Україні.
2006 — член Ради Партнерів PwC у Центральній та Східній Європі
З 2008 року Борис є членом Ради Інвесторів при Кабінеті Міністрів України.
У 2009 році Бориса обрано головою Ради директорів Американської Торговельної Палати (АТП) в Україні. Борис був членом Ради директорів АТП з 2006 року.
З 2009 — голова спостережної ради партнерів PwC у Центральній та Східній Європі
З 2011 року Борис Краснянський, обіймаючи посаду керуючого партнера PwC, очолив великомасштабний проект зі зміни структури, системи управління та роботи бізнесу Group DF.
З 1 вересня 2012 року Борис Краснянський стане керуючим директором Групи компаній Group DF

## Рейтинги
У листопаді 2011 р. журнал Кореспондент назвав Бориса Краснянського одним з 15 осіб, які зробили найкращу кар'єру в Україні.

## Публічна діяльність
Борис Краснянський — спікер та модератор публічних дебатів на теми розвитку економіки та бізнесу в Україні, що їх організовує Фонд Ефективного Управління. Брав участь у низці публічних дебатів

## Родина
Борис Краснянський одружений, має 2 дітей: Юлія Краснянська (1981) та Марк Краснянський (2009)